# Patrullering
Patrullering är en form av rörlig truppspaning inom eget behärskat område och är en av flera metoder som utnyttjas vid ytövervakning. Patrulleringen syftar till att upptäcka fienden som passerar eller har passerat aktuellt terrängområde. Det finns olika typer av patrullering såsom fotpatrullering, båtpatrullering, skoterpatrullering och fordonspatrullering. Vid patrullering kan hundar utnyttjas och patrulleringen utförs oftast med en orienteringslinje – till exempel längs bäckar, vägar och höjdsträckningar – eller en kompasskurs mellan två punkter i terrängen.